# 济南市莱钢高级中学
山东省济南市莱钢高级中学，简称莱钢高级中学、莱钢高中，原名莱钢一中，2007年学校由莱钢集团划归莱芜市管理时更名莱芜市莱钢高级中学。2019年1月19日，因济南市、莱芜市行政区划调整，学校划归济南市管理，更名济南市莱钢高级中学。

## 学校历史
1963年2月沂蒙生建钢铁厂小学建立。
1965年校址搬迁。

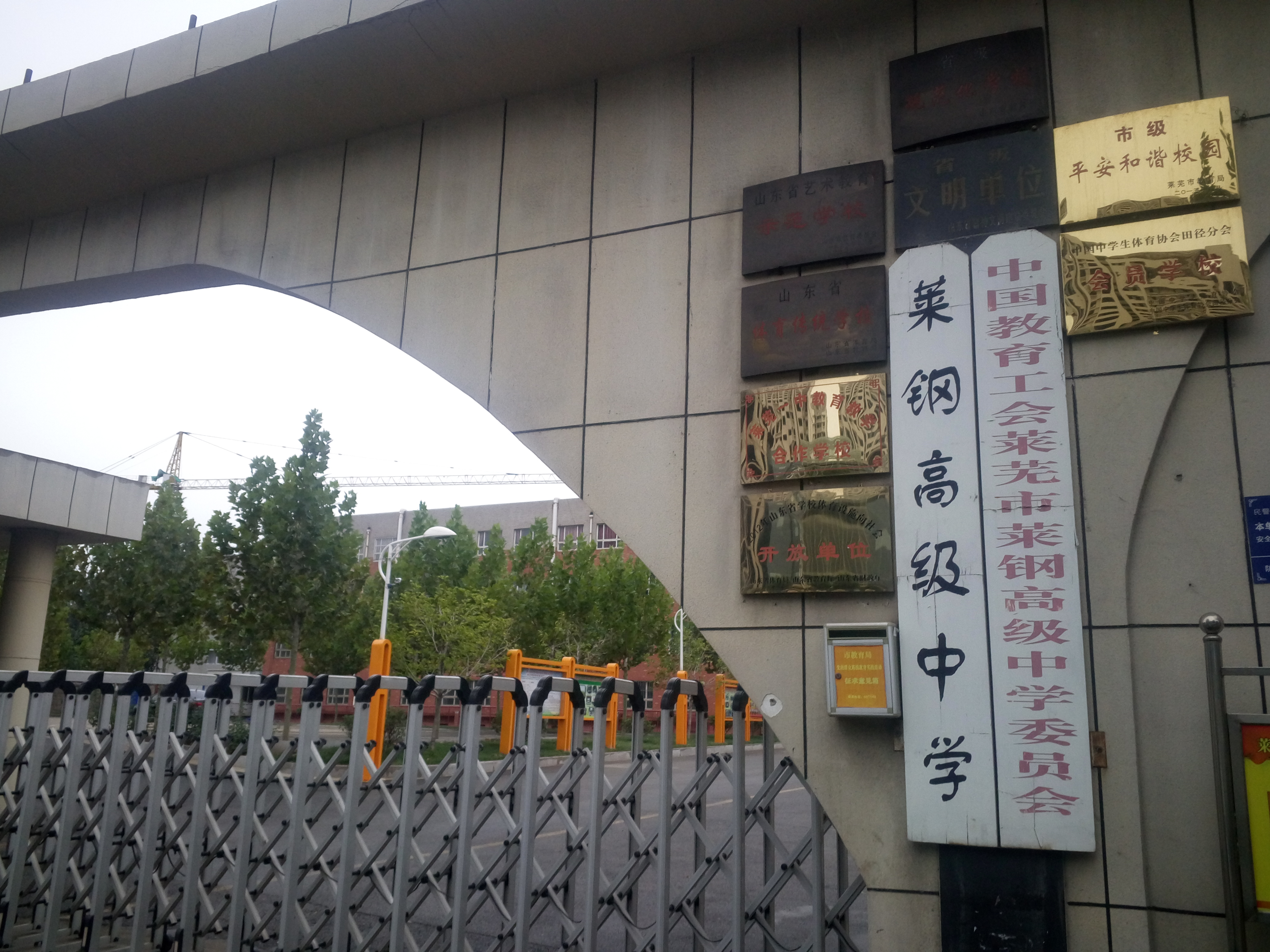
莱钢高中

1966年8月学校搬迁。学校迁至桲椤沙河以南，校名为沂钢桲椤小学（另有西工地小学）。
1969年春，桲椤小学迁至铁铜沟。
1971年9月随家属区搬迁，学校迁至现在的友谊路小学校址，校名由沂钢小学改为莱钢职工子弟学校。
1973年学校改名为莱钢第一中学。
2007年9月21日，学校由莱钢集团划归莱芜市管理，更名莱芜市莱钢高级中学。
2019年1月19日，因济南市、莱芜市行政区划调整，学校划归济南市管理，更名济南市莱钢高级中学。